# Aldo Legnaro

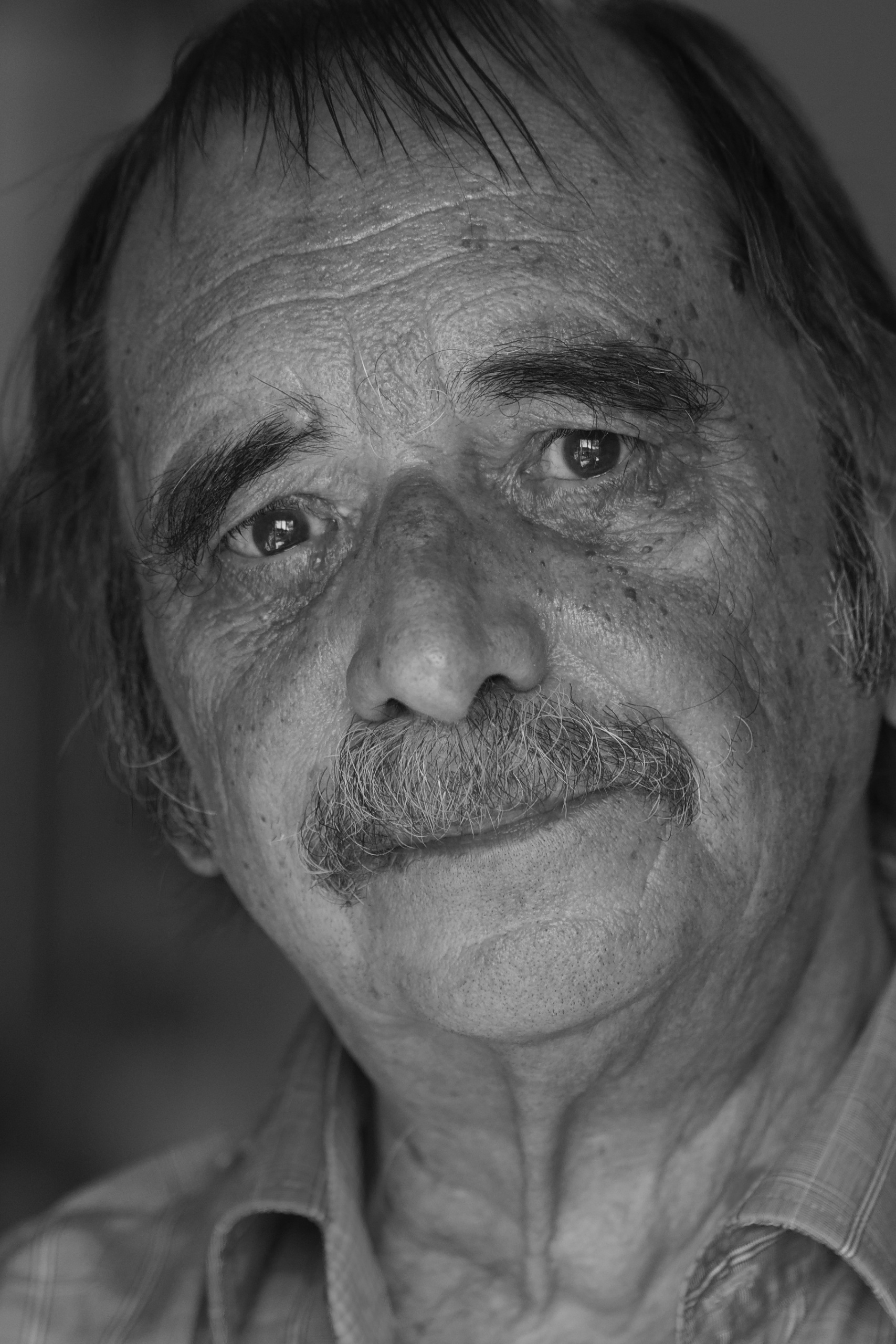
Aldo Legnaro

Aldo Legnaro (* 1947) ist ein deutscher Sozialwissenschaftler. Er forscht und publiziert insbesondere im Zusammenhang der Kritischen Kriminologie und der Sozialwissenschaftlichen Drogen- und Suchtforschung.
Legnaro studierte Soziologie und Sozialpsychologie an der Universität Köln und an der FU Berlin und wurde 1975 bei René König zum Dr. rer. pol. promoviert. Der Titel seiner Dissertation lautete: „Drogen und soziokultureller Wandel“. Seither ist er als freier Sozialwissenschaftler tätig, er war von 1997 bis 2002 Geschäftsführer des hamburgischen Instituts für Sicherheits- und Präventionsforschung (ISIP).
Arbeitsschwerpunkte: Soziologie der Abweichung und Konformität; Rechtssoziologie; Soziologie der Kontrollgesellschaft. Seine rechtssoziologischen Arbeiten behandeln – neben der Frage nach einer geschlechtsspezifischen Strafzumessung bei Tötungsdelikten – eine ethnomethodologisch geprägte Darstellung des Strafverfahrens als Theater. In seinen Arbeiten zur Sozialgeschichte von (legalen wie illegalen) Drogen in Europa interpretiert er die Einstellungssyndrome gegenüber Drogen vor dem Hintergrund der Zivilisationstheorie von Norbert Elias. Den Ausprägungen von Kontrollgesellschaft im Sinne von Gilles Deleuze widmete er dann im Rahmen einer Trilogie zusammen mit seinen Projektmitarbeitenden drei Bücher, die als zentrale gesellschaftliche Steuerungsmechanismen das Vergnügen, das Geld und die Arbeit behandeln. In zahlreichen Aufsätzen hat er zudem Themen um Wirtschafts- und Staatskriminalität und die Polizei analysiert.

## Schriften (Auswahl)
a) Monografien
- mit Astrid Aengenheister: Schuld und Strafe. Das soziale Geschlecht von Angeklagten und die Aburteilung von Tötungsdelikten. Centaurus, Pfaffenweiler 1999, ISBN 3-8255-0224-4.
- Die Aufführung von Strafrecht – Kleine Ethnographie gerichtlichen Verhandelns. Nomos, Baden-Baden 1999, ISBN 3-7890-6140-9.
- Stätten der späten Moderne. Reiseführer durch Bahnhöfe, shopping malls, Disneyland Paris. Springer, Wiesbaden 2005, ISBN 3-8100-3725-7.
- Kapitalismus für alle. Aktien, Freiheit und Kontrolle. Verlag Westfälisches Dampfboot, Münster 2005, ISBN 3-89691-616-5.
- Regieren mittels Unsicherheit. Regime von Arbeit in der späten Moderne. UVK, Konstanz 2008, ISBN 978-3-86764-105-0.

b) Herausgeberschaft
- mit Herbert Berger und Karl-Heinz Reuband: Alkoholkonsum und Alkoholabhängigkeit, Stuttgart 1980; Jugend und Alkohol, Stuttgart 1980; Frauenalkoholismus, Stuttgart 1983
- mit Arnold Schmieder: Jahrbuch Suchtforschung, Münster-Hamburg 1999–2008, ab Bd. VII 2014 ff. auch mit Burkhard Kastenbutt
- mit Fritz Sack: René König Schriften Band 13, Materialien zur Kriminalsoziologie, Wiesbaden 2005
- mit Daniela Klimke: Politische Ökonomie und Sicherheit, Weinheim-Basel 2013
- mit Bernd Dollinger, Walter Fuchs, Daniela Klimke, Andrea Kretschmann: Reihe Verbrechen & Gesellschaft, Weinheim-Basel 2014 ff.
- mit Daniela Klimke (Hrsg.), Kriminologische Grundlagentexte, Springer, Wiesbaden 2016, ISBN 978-3-658-06503-4.
- mit Daniela Klimke (Hrsg.), Kriminologische Diskussionstexte Bd. I (Verurteilen und Strafen), Springer, Wiesbaden 2022, ISBN 978-3-658-22004-4.
- mit Daniela Klimke (Hrsg.) Kriminologische Diskussionstexte Bd. II (Kontrollieren und Überwachen), Springer, Wiesbaden 2022, ISBN 978-3-658-22006-8.

c) Aufsätze
- Wenn einer neben dem Common Sense herläuft – zum Beispiel Till Eulenspiegel, Kölner Zeitschrift für Soziologie und Sozialpsychologie 3, 1974, S. 630–636
- Alkoholkonsum und Verhaltenskontrolle – Bedeutungswandlungen zwischen Mittelalter und Neuzeit in Europa; Ansätze zu einer Soziologie des Rausches – zur Sozialgeschichte von Rausch und Ekstase in Europa, beides in: Gisela Völger, Karin von Welck und Aldo Legnaro (Hrsg.): Rausch und Realität – Drogen im Kulturvergleich. Handbuch des Rautenstrauch-Joest-Museums für Völkerkunde zur gleichnamigen Ausstellung, Köln 1981, S. 93–114; S. 153–175 (als Taschenbuchausgabe: Rowohlt, Reinbek 1982)
- mit Astrid Aengenheister: Geschlecht und Gerechtigkeit – Aspekte der Aburteilung von Tötungskriminalität, Kritische Justiz 28 (2), 1995, S. 188–202
- Konturen der Sicherheitsgesellschaft : Eine polemisch-futurologische Skizze, Leviathan 2, 1997, S. 271–284
- Die Stadt, der Müll und das Fremde – plurale Sicherheit, die Politik des Urbanen und die Steuerung der Subjekte, Kriminologisches Journal 30 (4), 1998, S. 262–283
- Subjektivität im Zeitalter ihrer simulativen Reproduzierbarkeit: Das Beispiel des Disney-Kontinents, in: Ulrich Bröckling/Susanne Krasmann/Thomas Lemke (Hrsg.), Gouvernementalität der Gegenwart. Studien zur Ökonomisierung des Sozialen, Frankfurt/M. 2000, S. 286–314
- Aus der Neuen Welt: Freiheit, Furcht und Strafe als Trias der Regulation, Leviathan 28 (2), 2000, S. 202–220
- Börsenkriminalität in Hausse und Baisse. Kollusionen, Kollisionen und die Regeln der Anomie, Kriminologisches Journal 35 (2), 2003, S. 111–124
- Präludium über die Kontrollgesellschaften, Kriminologisches Journal 35 (4), 2003, S. 296–301
- ‚Moderne Dienstleistungen am Arbeitsmarkt' – Zur politischen Ratio der Hartz-Gesetze, Leviathan 34 (4), 2006, S. 514–532
- Betrug als aufklärerische Veranstaltung? Kriminologisches Journal 40 (2), 2008, S. 137–141
- Arbeit, Strafe und der Freiraum der Subjekte, Berliner Journal für Soziologie 18 (1), 2008, S. 52–72
- Das Projekt Biometrie und das Verschwinden der Unschuld, Kriminologisches Journal 40 (3), 2008, S. 179–199
- Nüchterner Rausch und rauschhafte Märchen – Der Disney-Kontinent, in: Sacha Szabo (Hrsg.), Kultur des Vergnügens. Kirmes und Freizeitparks, Schausteller und Fahrgeschäfte. Facetten nicht-alltäglicher Orte, Bielefeld 2009, S. 31–43
- Biometrie: Auf der Suche nach dem fälschungssicheren Individuum, in: Leon Hempel, Susanne Krasmann und Ulrich Bröckling (Hrsg.), Sichtbarkeitsregime. Überwachung, Sicherheit und Privatheit im 21. Jahrhundert, Sonderheft Leviathan 25, 2010, S. 191–209
- Über das Flanieren als eine Methode der empirischen Sozialforschung, Sozialer Sinn 2, 2010, S. 275–288
- Sicherheit als hegemoniales Narrativ, 10. Beiheft 2012 des Kriminologischen Journals, hrsg. von Bernd Belina, Reinhard Kreissl, Andrea Kretschmann, Lars Ostermeier, S. 47–57
- mit Andrea Kretschmann: Das Polizieren der Zukunft, Kriminologisches Journal 47 (2), 2015, S. 94–111
- mit Andrea Kretschmann: Ausnahmezustände. Zur Soziologie einer Gesellschaftsverfassung. Prokla 188, 47 (3), 2017, S. 471–486
- Kleine Soziologie des Rausches, in: Robert Feustel/Henning Schmidt-Semisch/Ulrich Bröckling (Hrsg.), Handbuch Drogen in sozial- und kulturwissenschaftlicher Perspektive, Wiesbaden 2019, S. 27–40
- mit Andrea Kretschmann: Die „drohende Gefahr“ als Schlüsselbegriff einer Sekuritisierung des Rechts, Zeitschrift für Rechtssoziologie 40 (1–2), 2020, S. 3–25
- Staatskriminalität: Die Macht, das Recht und die Kriminologie, Kriminologisches Journal 55 (1), 2023, S. 3–21
- mit Andrea Kretschmann: Politiken der Dominanz: Das Polizieren von Protest in Deutschland, in: Olivier Fillieule und Fabien Jobard, Politiken der Un-Ordnung. Das Polizieren von Protest in Frankreich, hrsg. von Andrea Kretschmann und Aldo Legnaro, Wiesbaden 2024, S. 1–69